# Маточкин Шар
Ма́точкин Шар — пролив, отделяющий Северный остров Новой Земли от Южного и соединяющий Баренцево море с Карским морем. Маточкин Шар достаточно глубок (около 12 м), имеет якорные стоянки (лучшая у мыса Бараньего). Берега высокие, местами обрывистые. Длина около 100 км, ширина в наиболее узкой части около 600 м. Покрыт льдом большую часть года. На берегу располагались давно не существующие промысловые посёлки Маточкин Шар и Столбовой, Поморское, Лагерное. В первом посёлке (недалеко от восточного выхода из пролива) находилась одноимённая полярная станция с гидрометеорологическим оборудованием и магнитной обсерваторией, во втором — укреплённый пункт, состоящий из батареи из 4-х орудий, которая должна была охранять западный вход в пролив Маточкин Шар со стороны Баренцева моря, а также маяк и полярную станцию.

## Происхождение названия
На поморском диалекте слово «шар» имеет значение «пролив». Название проливу дала река Маточка, впадающая в него. Кроме того известно, что поморское название Новой Земли — «Матка», что этнограф А. И. Подвысоцкий предположительно связывал с поморским названием компаса — «матка».
На карте Де Юдеиса 1593 года отмечена как Mate hinsark. Первые исследования пролива были проведены в 1766—1767 гг. мореходом Яковом Чиракиным.